# Film (singel Cleo)
Film – singel polskiej piosenkarki Cleo z jej trzeciego albumu studyjnego, zatytułowanego superNOVA. Singel został wydany 3 września 2018.

## Geneza utworu i historia wydania
Piosenka została napisana i skomponowana przez Joannę Klepko i Witolda Czamarę.
Singel ukazał się w formacie digital download 3 września 2018 w Polsce za pośrednictwem wytwórni płytowej Universal Music Polska. Kompozycja została umieszczona na trzecim albumie studyjnym Cleo – superNOVA.
Do utworu powstał teledysk, który udostępniono 5 września 2018 za pośrednictwem serwisu YouTube.

## Pozycje na listach airplay
| Kraj   | Lista             | Najwyższa pozycja |
| ------ | ----------------- | ----------------- |
| Polska | OLiA              | 54                |
| Polska | AirPlay – Nowości | 2                 |